# Liste de joueurs des ligues majeures qui ont frappé quatre coups de circuit en une partie
En baseball, frapper quatre coups de circuit en une partie est considéré comme un exploit sportif exceptionnel ; seulement 18 joueurs ont accompli cette performance dans l'histoire des Ligues majeures, 6 joueurs l'ayant réalisé au sein d'une équipe de Ligue américaine, les 12 autres avec une équipe de Ligue nationale.

## Liste des joueurs
| Date              | Joueur          | Équipe                    | Adversaire                |
| ----------------- | --------------- | ------------------------- | ------------------------- |
| 30 mai 1894       | Bobby Lowe      | Beaneaters de Boston      | Reds de Cincinnati        |
| 13 juillet 1896   | Ed Delahanty    | Phillies de Philadelphie  | Colts de Chicago          |
| 3 juin 1932       | Lou Gehrig      | Yankees de New York       | Athletics de Philadelphie |
| 10 juillet 1936   | Chuck Klein     | Phillies de Philadelphie  | Pirates de Pittsburgh     |
| 18 juillet 1948   | Pat Seerey      | White Sox de Chicago      | Athletics de Philadelphie |
| 31 août 1950      | Gil Hodges      | Dodgers de Brooklyn       | Braves de Boston          |
| 31 juillet 1954   | Joe Adcock      | Braves de Milwaukee       | Dodgers de Brooklyn       |
| 10 juin 1959      | Rocky Colavito  | Indians de Cleveland      | Orioles de Baltimore      |
| 30 avril 1961     | Willie Mays     | Giants de San Francisco   | Braves de Milwaukee       |
| 17 avril 1976     | Mike Schmidt    | Phillies de Philadelphie  | Cubs de Chicago           |
| 6 juillet 1986    | Bob Horner      | Braves d'Atlanta          | Expos de Montréal         |
| 7 septembre 1993  | Mark Whiten     | Cardinals de Saint-Louis  | Reds de Cincinnati        |
| 2 mai 2002        | Mike Cameron    | Mariners de Seattle       | White Sox de Chicago      |
| 23 mai 2002       | Shawn Green     | Dodgers de Los Angeles    | Brewers de Milwaukee      |
| 25 septembre 2003 | Carlos Delgado  | Blue Jays de Toronto      | Devil Rays de Tampa Bay   |
| 8 mai 2012        | Josh Hamilton   | Rangers du Texas          | Orioles de Baltimore      |
| 6 juin 2017       | Scooter Gennett | Reds de Cincinnati        | Cardinals de Saint-Louis  |
| 4 septembre 2017  | J. D. Martinez  | Diamondbacks de l'Arizona | Dodgers de Los Angeles    |

## Détails et records
- Lowe, Gehrig, Colavito, Schmidt, Cameron, Delgado et Gennett ont frappé leurs coups en quatre passages au bâton consécutifs.
- Hodges, Adcock et Martinez sont les seuls joueurs à avoir frappé leurs circuits contre quatre lanceurs différents[1].
- Adcock a frappé un double pendant cette partie. Il avait établi un nouveau record de total de buts (18) lors d'une seule partie qui a tenu jusqu'en 2002.
- Green a frappé six coups sûrs et obtenu un total de 19 buts, le record actuel des ligues majeures.
- Les équipes de Horner et de Delahanty ont perdu la partie.
- Whiten a produit 12 points pendant sa partie. C'est toujours le record des majeures pour le plus grand nombre de points produits lors d'un match.
- Seuls Whiten et Gennett ont frappé un grand chelem durant leur match de 4 circuits[2].
- Tous les coups de circuits de Cameron n'ont produit qu'un seul point.
- Cinq joueurs sont membres du Temple de la renommée du baseball : Gehrig, Delahanty, Mays, Klein et Schmidt.